# Poian
Poian (ungarisch Kézdiszentkereszt) ist eine Gemeinde im Kreis Covasna in der Region Siebenbürgen in Rumänien.
Poian ist auch unter den veralteten Bezeichnungen Polian und Poiana, und den ungarischen Kézdipolyán und Poján bekannt.

## Geographische Lage

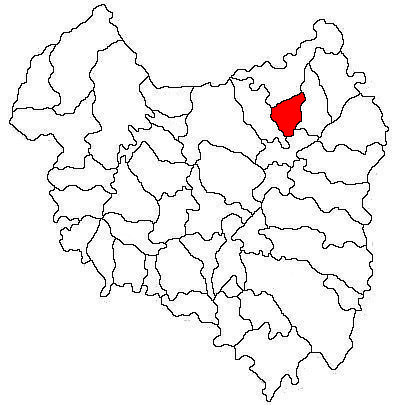
Lage der Gemeinde Poian im Kreis Covasna

Die Gemeinde Poian liegt nördlich der Kronstädter Senke (Depresiunea Brașovului) in den Ostausläufern des Bodoc-Gebirges (Munții Bodoc), ein Teilgebirge der Ostkarpaten. Im sogenannten Szeklerland im Norden des Kreises Covasna befindet sich der Ort Poian an der Bahnstrecke Târgu Secuiesc–Brețcu und der Kreisstraße (Drum județean) DJ 114 sieben Kilometer nördlich von der Kleinstadt Târgu Secuiesc (Szekler Neumarkt) und etwa 45 Kilometer nordöstlich von der Kreishauptstadt Sfântu Gheorghe (Sankt Georgen) entfernt.

## Geschichte
Der mehrheitlich von Szeklern bewohnte Ort Poian wurde erstmals 1332 urkundlich erwähnt. Laut Angaben des Verzeichnisses historischer Denkmäler des Ministeriums für Kultur und nationales Erbe (Ministerul Culturii și Patrimoniului Național) wird nördlich des Ortes, bei den Einheimischen genannt Kőhát (rumänisch Panta de Piatră), eine Besiedlung in der Spätbronzezeit und im Dorfzentrum im 2. und 3. Jahrhundert vermerkt.
Zur Zeit des Königreichs Ungarn gehörte Poian dem Stuhlbezirk Kézdi in der Gespanschaft Háromszék (rumänisch Comitatul Trei-Scaune). Anschließend gehörte Estelnic dem historischen Kreis Trei-Scaune (deutsch Drei Stühle) und ab 1950 dem heutigen Kreis Covasna an. Bis 2005 gehörten zur heutigen Gemeinde Poian die nördlich gelegene Gemeinde Estelnic.
Auf dem Areal von Poian befinden sich mehrere Mineralwasserquellen mit hohem Anteil an Lithium. Seit 1895 bis 1989 wurde mit einigen Unterbrechungen das Mineralwasser abgefüllt, wegen fehlender Zulassungen wurde das untersagt.

## Bevölkerung
Die Bevölkerung der beiden Orte der heutigen Gemeinde entwickelte sich wie folgt:
| 1850 | 2.261 | 99 | 2.113 | - | 49 |
| 1941 | 2.718 | 3  | 2.711 | 4 | -  |
| 1966 | 2.113 | 6  | 2.104 | 1 | 2  |
| 2002 | 1.804 | 11 | 1.791 | - | 2  |
| 2011 | 1.768 | 7  | 1.745 | - | 16 |
| 2021 | 1.647 | 7  | 1.579 | - | 61 |

Seit 1850 wurde auf dem Gebiet der heutigen beiden Orte der Gemeinde Poian die höchste Einwohnerzahl und die der Magyaren 1941 ermittelt. Die höchste Anzahl der Rumänen und der Roma wurde 1850 und die der Rumäniendeutschen 1941 registriert.

## Sehenswürdigkeiten
- In Poian die römisch-katholische Kirche Găsirea Sfintei Cruci,[9] 1717 errichtet, 1992 erneuert, und die Holzkirche Sf. Arhangheli Mihail și Gavril[10] 1762 errichtet, hat einen 12 Meter hohen Holzturm,[4] beide Kirchen stehen unter Denkmalschutz.[5]
- Im eingemeindeten Dorf Belani (Bela, ung. Bélafalva) die römisch-katholische Kirche Sf. Bartolomeu,[11] im 15. Jahrhundert errichtet, 1758 erneuert und im 20. Jahrhundert umgebaut, steht unter Denkmalschutz.[5]

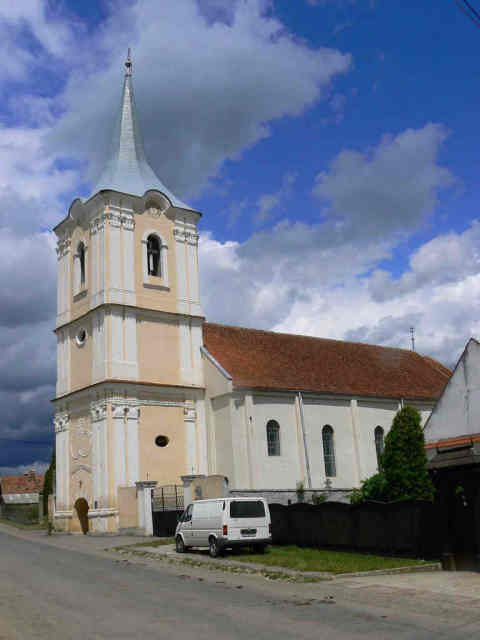
Römisch-katholische Kirche in Poian
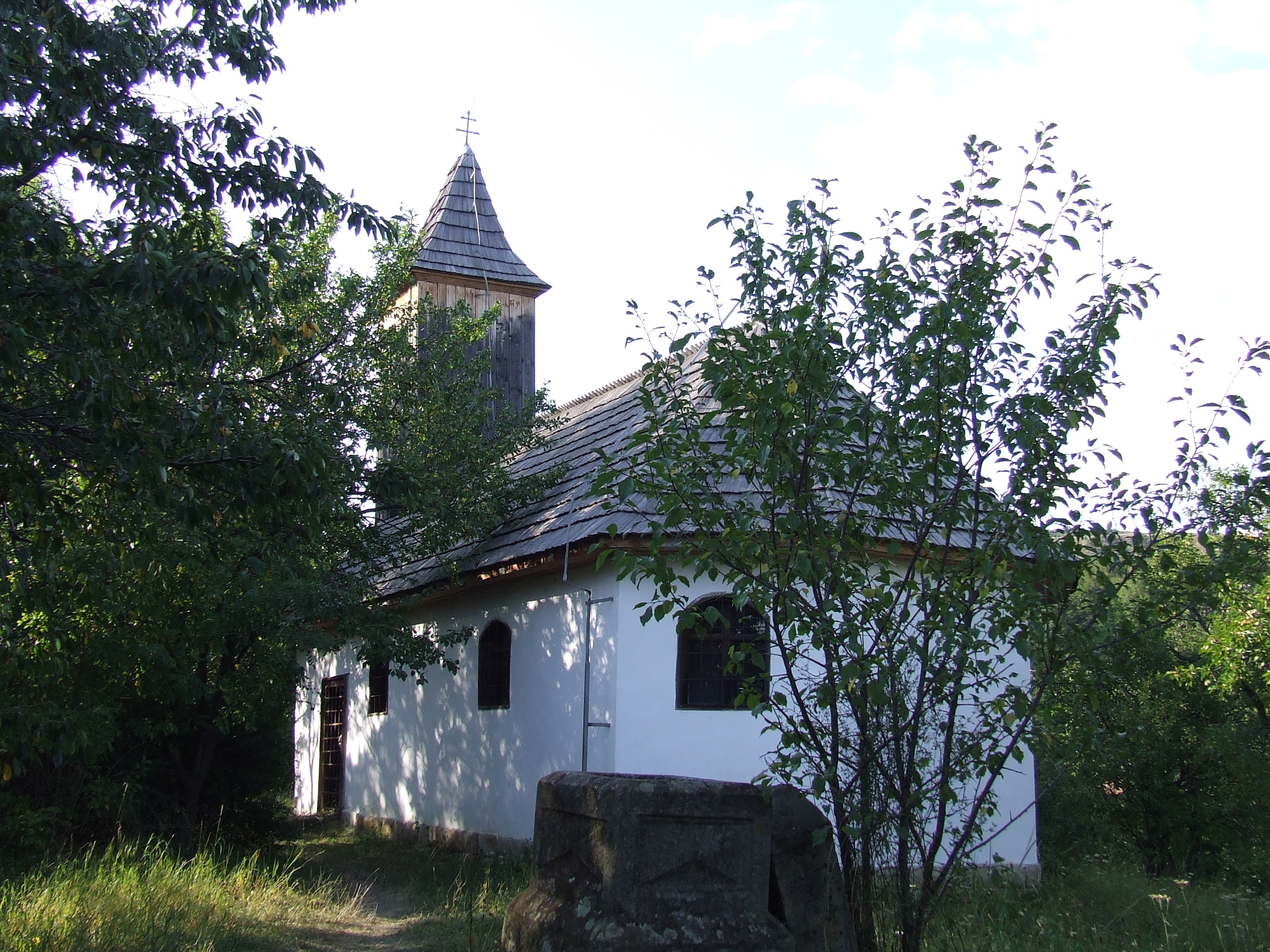
Holzkirche in Poian
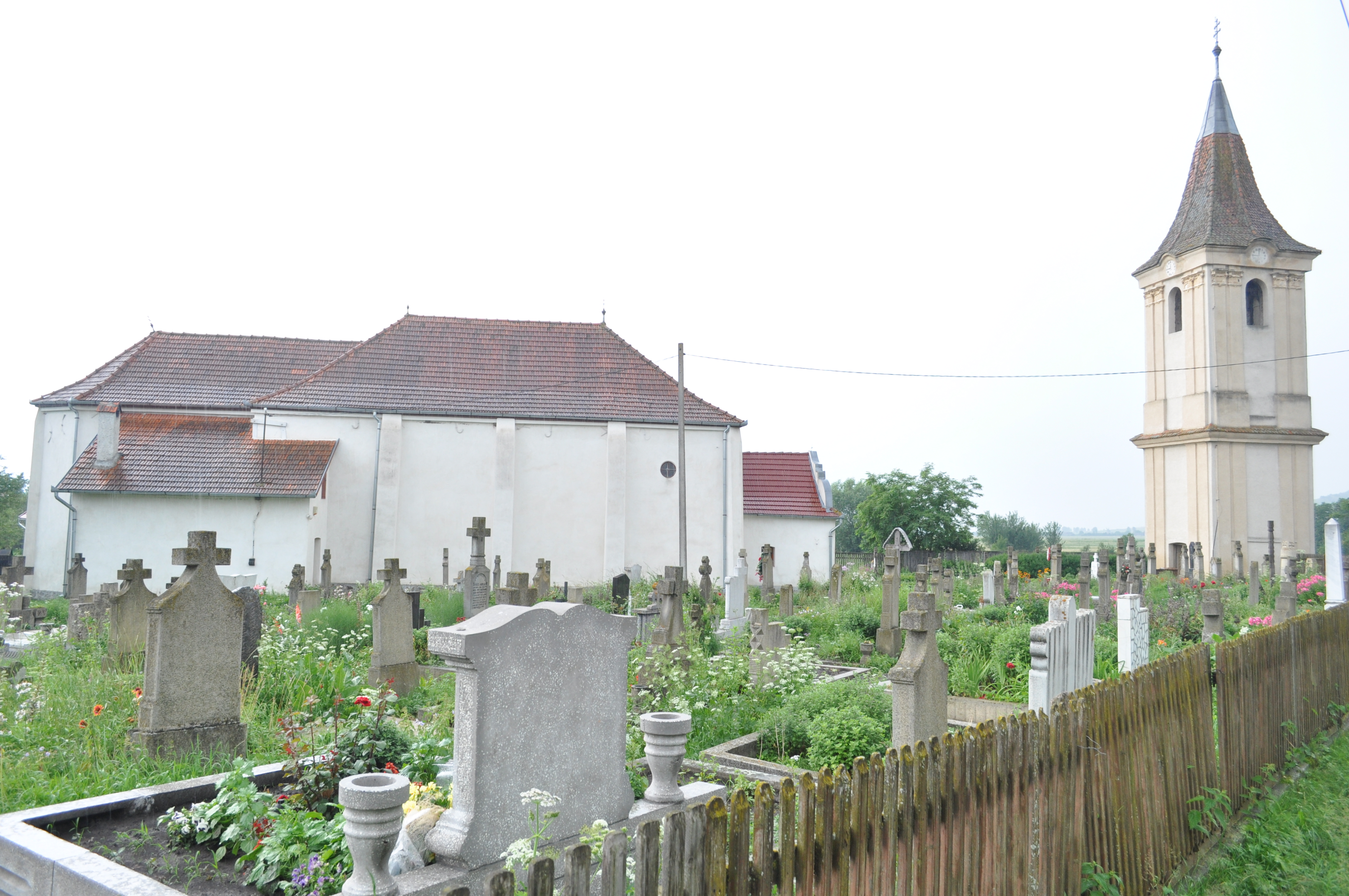
Kirche in Belani

## Persönlichkeiten
- János Tuzson (1825–1904), geboren in Belani, war Oberstleutnant in der Revolution von 1848/1849.[12]

## Städtepartnerschaften
Poian pflegt eine Partnerschaft mit dem ungarischen Ort Pilisszentkereszt.